# Rola SME
Rola SME (inaczej „ekspert dziedzinowy”, „ekspert przedmiotu”), (z ang. Subject-Matter Expert) – specjalista w danej tematyce, osoba, która sprawnie zarządza i rozwija domenę wiedzy.
Rola SME pozwala uczynić w organizacjach zarządzających wiedzą człowieka-punkt skupiający umiejętności w danej dziedzinie działalności.
(Przykłady: Dziennikarz, jako specjalista z dziedziny Europejskiej Polityki Kosmicznej, czy Informatyk jako specjalista T-SQL, albo Zoolog specjalizujący się w Faunie Australii).
Pełniący rolę SME często muszą posiadać także podstawową wiedzę z innych dyscyplin technicznych, potrafić prezentować gromadzoną wiedzę, analizować dane i przetwarzać informacje. SME trzymają rękę na pulsie, aby móc dostarczyć najlepszą wiedzę dotyczącą ich domeny.
Termin ekspert domeny (z ang. domain expert) jest używany również w rozwoju systemów eksperckich, odnosi się do domeny, ale w rozumieniu innym niż np. domeny TLD, czy AD.

## Funkcja
Generalnie termin ten jest używany przy opracowywaniu materiałów (książki, badania, instrukcje etc.) o temacie, o którym wiedza jest potrzebna personelowi opracowującemu produkt lub usługę.
Książki, podręczniki, dokumentacja techniczna są rozwijane przez pisarzy technicznych. Technicy komunikacji konsultują SME w celu uzyskania informacji i konwertują do formy, która jest dostępna dla widzów. SME są często wymagani, aby certyfikować dokumenty. Ten typ ekspertów jest często niezbędny do konsultacji przy opracowaniach materiałów szkoleniowych.

### Rozwój IT
W środowisku inżynierii oprogramowania termin ten jest używany do opisania specjalistów z doświadczeniem w dziedzinie poszczególnych aplikacji. Termin SME również ma szerszą definicję w dziedzinie inżynierii i technologii jako ten, który ma największe doświadczenie w technicznym temacie. Konsultacje ze SME są niekiedy wymagane, szczególnie by zmienić i poprawić, czy zatwierdzić techniczną pracę; celem SME, może być też prowadzenie innych, nauka. Według „Six Sigma”, SME „prezentuje najwyższy poziom kompetencji w specjalistycznej pracy, zadania lub umiejętności szeroko definiując.”
W rozwoju oprogramowania, jak i w rozwoju „złożonych systemów” (m.in. sztuczna inteligencja, systemy eksperckie, zarządzanie, modelowanie lub oprogramowanie dla firm). SME to „persona” odróżniająca się od Ewangelisty, SME ma kompletną wiedzę o domenie którą reprezentuje (ale często nie musi być doświadczona w konkretnej technologii programowania, której użyto w systemie). SME opowiada twórcy oprogramowania, co powinno być możliwe do zrobienia za pomocą systemu komputerowego, i jak SME zamierza go używać. SME mogą mieć bezpośrednią interakcję z systemem, również przez uproszczone interfejsy, ale może też skodyfikować wiedzę do wykorzystania przez inżynierów wiedzy lub оntologów. SME również bierze udział w testach wyników. (SME może mieć znaczenie w niektórych kontekstach, opartych o CMM).

### Farmacja i biotechnologia
W obszarach farmaceutyki oraz biotechnologii, powołuje się SME dla różnych dziedzin i funkcji w projekcie, wspierając procesy zarządzania i poprawiając jakość w procesach przemysłowych. Są specjalistami w poszczególnych dziedzinach a pracownicy mogą im zgłaszać swoje obserwacje. (Podano za indiatimes.com.)

### Prawo
Prawnicy mają możliwość specjalizacji w wielu dziedzinach prawa. Jak na przykład: prawo cywilne, handlowe, międzynarodowe.
W dużych korporacjach prawniczych, specjalizacja może osiągnąć poziom, w którym cały zespół prawników będzie miał do konsultacji wiele SME, np. odpowiadających za prawo rodzinne, czy specjalistycznie za prawo deliktu.